# Avaš
 Ovo je glavno značenje pojma Avaš. Za druga značenja pogledajte Avaš (grad), Nacionalni park Avaš.
Avaš (engleski : Awash; afarski: Veajot) je najduža rijeka u Etiopiji koja u cijelosti teče unutar granica Etiopije i povezuje u lanac jezera na svom toku od južnog Jezera Gemeri do krajnjeg, slanog Jezera Abe na granici s Džibutijem oko 100 km od Zaljeva Tadjora. Slijev rijeke Avaš pokriva dijelove etiopskih regija Amhara, Oromia i Somali te južni dio Afara.

## Zemljopis
Avaš izvire na južnim padinama Planine Varke zapadno od Adis Abebe u woredi (regija Oromia). Odatle Avaš teče prema jugu do okuke kod Planine Zukuala, zatim mijenja smjer i teče prema istoku prolazeći kroz Nacionalni park Avaš, tu s lijeve strane prima glavni pritok Germamu (ili Kasam), potom teče prema sjeveroistoku i utječe u Jezero Gemeri. Rijeka Avaš duga je oko 1200 km. U svojem srednjem toku rijeka teče kroz uske kanjone široke oko 60 m. Za suše vodotok padne do dubine od svega 1, 2 m, ali za kiša naraste do između 15 i 20 metara i pretvara se u divlju bujicu koja nosi sve pred sobom i valja ogromne kamene stijene.
Najvažniji su pritoci rijeke Avaš uz spomenutog Germama: Logija, Mile, Borkana, Ataje, Havadi, Kabena i Durkham. 
Rijeka Avaš protječe pored naselja: Metehara, Avaš, Gevane i Asaita.

## Povijest uz rijeku Avaš
Srednji tok rijeke Avaš i njegova okolica bio je stanište prvih hominida, tu su pronađeni najstariji ostatci hominidnih kostiju – australopithecusa afarensisa poput Lucy (kod Harara). Zbog toga je rijeka Avaš uvrštena na UNESCO-ov popis svjetske baštine 1980. kao kulturno dobro čovječanstva.
Dolina rijeke Avaš u svojem donjem dijelu povijesni je dom naroda Afari. Za srednjeg vijeka tu su se razvila kraljevstva Davaro, Fatakar, Ifat i Šoa.
Prvi europljanin koji je istražio tok rijeke Avaš od izvora do njegova kraja u oazi Ausa bio je Wilfred Thesiger kojem je to pošlo za rukom 1933. /1934.
Prije njega to je pokušao L.M. Nesbitt, ali on je uspio samo djelomično slijediti tok rijeke za ekspedicije 1928. od rijeke Asaita, sjeverno kroz kanjon Afar do Crvenog mora.
Na rijeci Avaš izgrađena je 1960. godine brana Koka oko 75 kilometara od Adis Abebe za potrebe hidroelektrane koja je postala glavni izvor električne energije u tom kraju. Tako je nastalo jezero Koka koje ima površinu od oko 180 km2.

## Vanjske poveznice
- Portal Middle Awash Project  Arhivirana inačica izvorne stranice od 16. lipnja 2012. (Wayback Machine) (engl.)